# Nationaluniversität Taiwan
Die Nationaluniversität Taiwan (chinesisch 國立臺灣大學, Pinyin Guólì Táiwān Dàxué, kurz 臺大,  Taida, englisch National Taiwan University NTU) ist eine staatliche Universität in Taipeh in der Republik China (Taiwan).
Sie war Teil des Taiwan University System und ist nun Teil des National Taiwan University System und hat etwa 31.000 eingeschriebene Studenten. Von mehreren renommierten Rankings wurde sie wiederholt zur besten Universität in Taiwan sowie unter die weltweit besten Universitäten gekürt
(HEEACT 2007, THE-QS World University Rankings 2009, Global University Ranking 2009, QS World University Rankings 2010, Webometrics Ranking of World Universities 2011).

## Geschichte
Die Ursprünge der Nationaluniversität gehen auf die vom Japanischen Kaiserreich während seiner Herrschaft über Taiwan gegründete Kaiserliche Universität Taihoku (jap. 台北帝国大学 Taihoku teikoku daigaku) zurück, welche 1928 gegründet wurde und eine von neun kaiserlichen Universitäten war. Nach der Übergabe Taiwans an die Republik China erhielt die Universität 1945 ihren heutigen Namen.

## Fakultäten
- Bioressourcen und Landwirtschaft
- Biowissenschaften

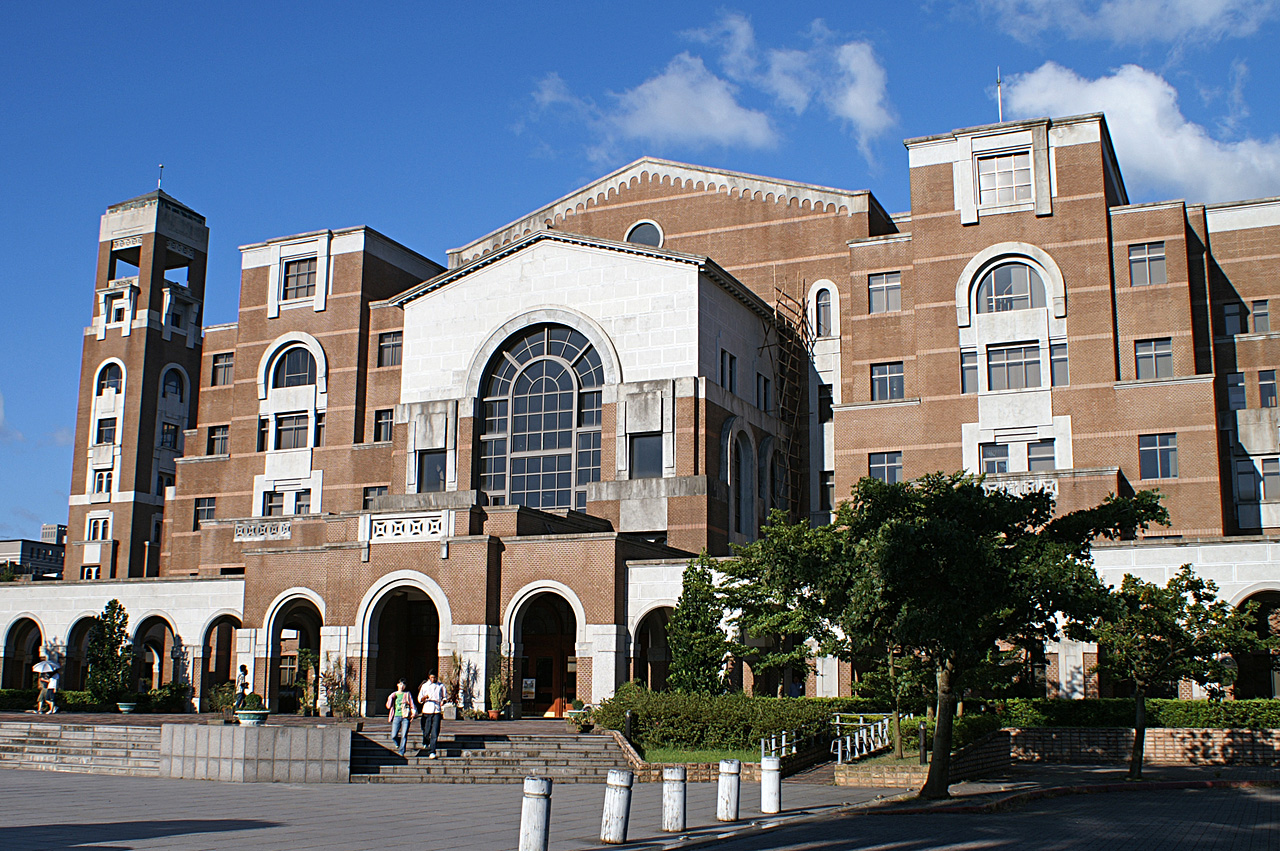
Universitätsbibliothek

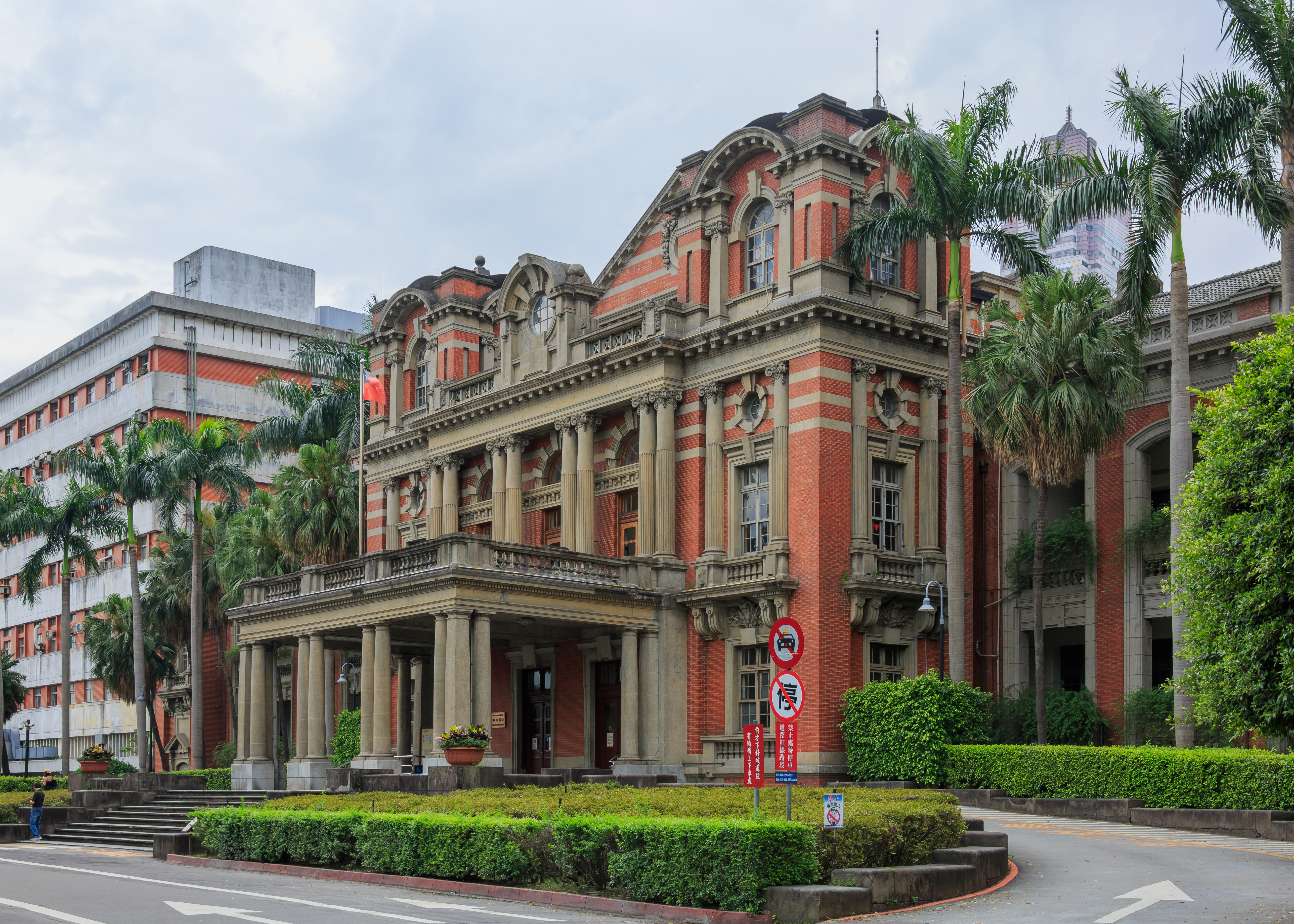
NTU-Klinik

- Elektroingenieurwesen und Informatik
- Geisteswissenschaften
- Ingenieurwissenschaften
- Medizin mit zugehörigem Universitätsklinikum
- Naturwissenschaften
- Öffentliche Gesundheit
- Rechtswissenschaften
- Sozialwissenschaften
- Management

## Bedeutung als Elite-Universität
Die Bedeutung als Elite-Universität Taiwans wird z. B. aus der dominanten Rolle ihrer Absolventen in der Politik deutlich: Seit Etablierung direkter demokratischer Präsidentenwahlen in Taiwan (1996) waren in den darauf folgenden fünf Wahlen von 19 angetretenen Kandidaten für das Präsidenten- bzw. Vize-Präsidentenamt, sowohl der Regierungs- als auch der Oppositionsparteien, 13 NTU-Absolventen, darunter sechs Absolventen der juristischen Fakultät. Der amtierende Präsident Lai Ching-te (DPP), sowie seine Amtsvorgänger Tsai Ing-wen (DPP), Ma Ying-jeou (KMT) und Chen Shui-bian (DPP) studierten alle an der NTU. Alle 5 seit 1996 direkt gewählten Präsidenten Taiwans waren Absolventen der NTU.

## Persönlichkeiten

### Frühere Präsidenten
| Zeitraum                    | Name            | Japanisch |
| --------------------------- | --------------- | --------- |
| März 1928 – September 1937  | Shidehara Taira | 幣原坦    |
| September 1937 – April 1941 | Mita Sadanori   | 三田定則  |
| April 1941 – März 1945      | Andō Masatsugu  | 安藤正次  |
| März 1945 – Oktober 1945    | Andō Kazuo      | 安藤一雄  |

| Zeitraum                    | Name              | Chinesisch | Pinyin           |
| --------------------------- | ----------------- | ---------- | ---------------- |
| Oktober 1945 – Juli 1946    | Tsung-lo Lo       | 羅宗洛     | Luó Zōngluò      |
| August 1946 – Mai 1948      | Tse-hong Loh      | 陸志鴻     | Lù Zhìhóng       |
| Juni 1948 – Dezember 1948   | Chang-kung Chuang | 莊長恭     | Zhuāng Chánggōng |
| Januar 1949 – Dezember 1950 | Ssu-nien Fu       | 傅斯年     | Fù Sīnián        |
| Dezember 1950 – März 1951   | Kang-po Shen      | 沈剛伯     | Shěn Gāngbó      |
| März 1951 – Mai 1970        | Shih-liang Chien  | 錢思亮     | Qián Sīliàng     |
| Juni 1970 – Juli 1981       | Chen-hsing Yen    | 閻振興     | Yán Zhènxīng     |
| August 1981 – Juli 1984     | Chao-chung Yu     | 虞兆中     | Yú Zhàozhōng     |
| August 1984 – Februar 1993  | Chen Sun          | 孫震       | Sūn Zhèn         |
| Februar 1993 – Juni 1993    | Guang-hsiung Kou  | 郭光雄     | Guō Guāngxióng   |
| Juni 1993 – Juni 2005       | Wei-jao Chen      | 陳維昭     | Chén Wéizhāo     |
| Juni 2005 – Juni 2013       | Si-chen Lee       | 李嗣涔     | Lǐ Sìcén         |
| Juni 2013 – Juni 2017       | Pan-Chyr Yang     | 楊泮池     | Yáng Pànchí      |
| Juni 2017 – September 2017  | Ching-Ray Chang   | 張慶瑞     | Zhang Qìngruì    |
| Oktober 2017 – Januar 2019  | Tei-Wei Kuo       | 郭大維     | Guō Dàwéi        |
| Januar 2019 – jetzt         | Chung-Ming Kuan   | 管中閔     | Guǎn Zhōngmǐn    |

Quelle:

### Berühmte Absolventen

#### Politik
- Ma Ying-jeou – ehemaliger Präsident der Republik China
- Chen Shui-bian – ehemaliger Präsident der Republik China
- Lee Teng-hui- ehemaliger Präsident der Republik China
- Hsieh Chang-ting – ehemaliger Premierminister der Republik China
- Su Tseng-chang – Premierminister der Republik China
- Lien Chan – ehemaliger Vize-Präsident der Republik China
- Annette Lu – ehemalige Vize-Präsidentin der Republik China
- Tsai Ing-wen – ehemalige Präsidentin der Republik China
- Lai Ching-te – Präsident der Republik China
- Mark Chen – ehemaliger Außenminister von Taiwan
- Chen Chien-jen – Vize-Präsident der Republik China
- Ko Wen-je – Bürgermeister von Taipeh
- Eric Chu – Bürgermeister von Neu-Taipeh
- Huang Kuo-chang – Vorsitzender der New Power Party, Abgeordneter im Legislativ-Yuan

#### Wissenschaft
- Peter Chen – Informatiker
- Yuan T. Lee – Nobelpreis Chemie 1986, ehemaliger Präsident der Academia Sinica
- Andrew Chi-Chih Yao – Turing Award 2000
- Liu Tai-Ping – Mathematiker
- Chi-Huey Wong – Wolf-Preis in Chemie 2014, ehemaliger Präsident der Academia Sinica
- Chen Chien-jen – Epidemiologe, ehemaliger Vize-Präsident der Academia Sinica
- James C. Liao – 2016 zum Präsidenten der Academia Sinica bestimmt
- Huang Kuo-chang – Rechtswissenschaftler

## Galerie

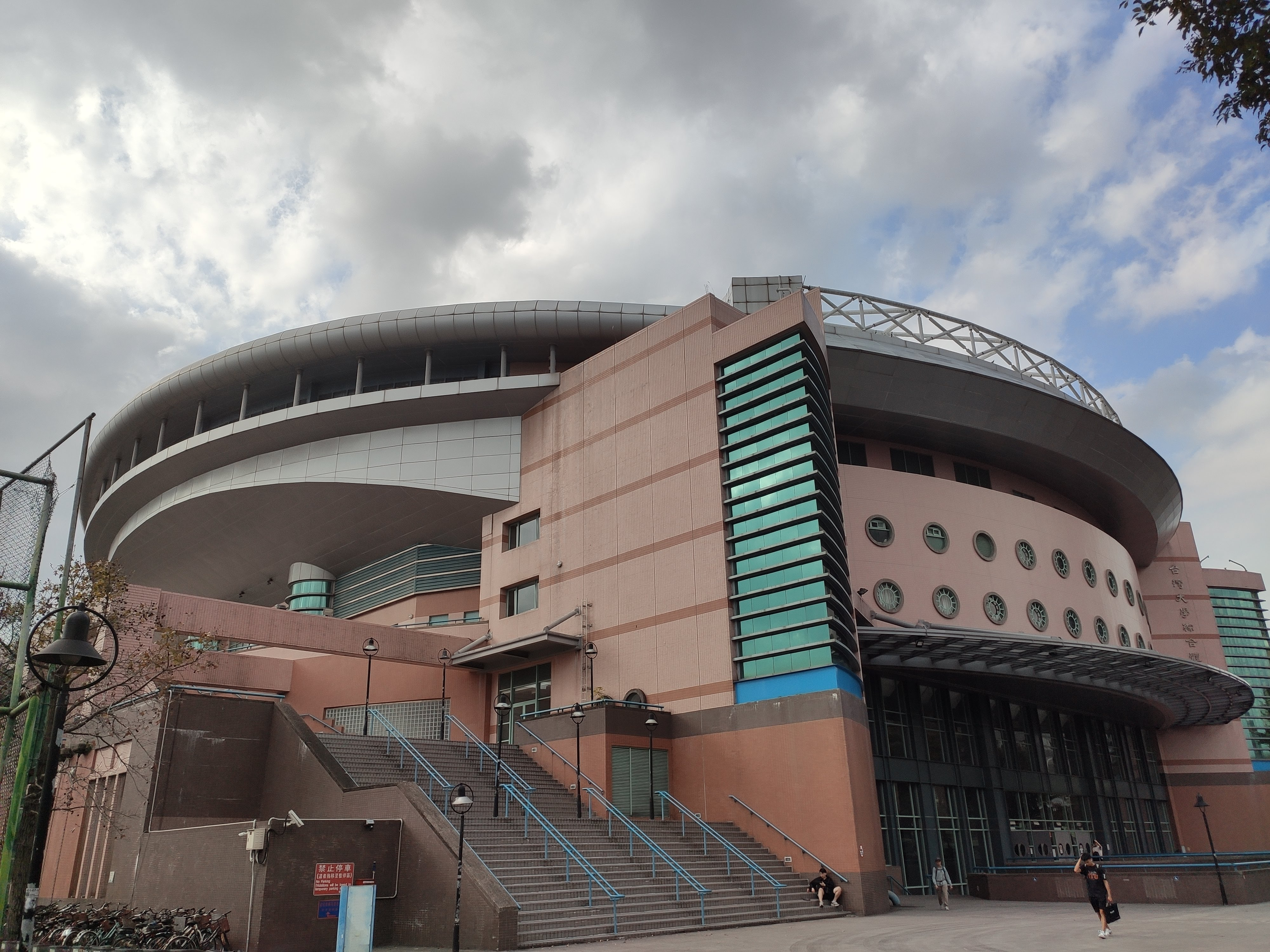
NTU Sports Center (für bis zu 4200 Personen)
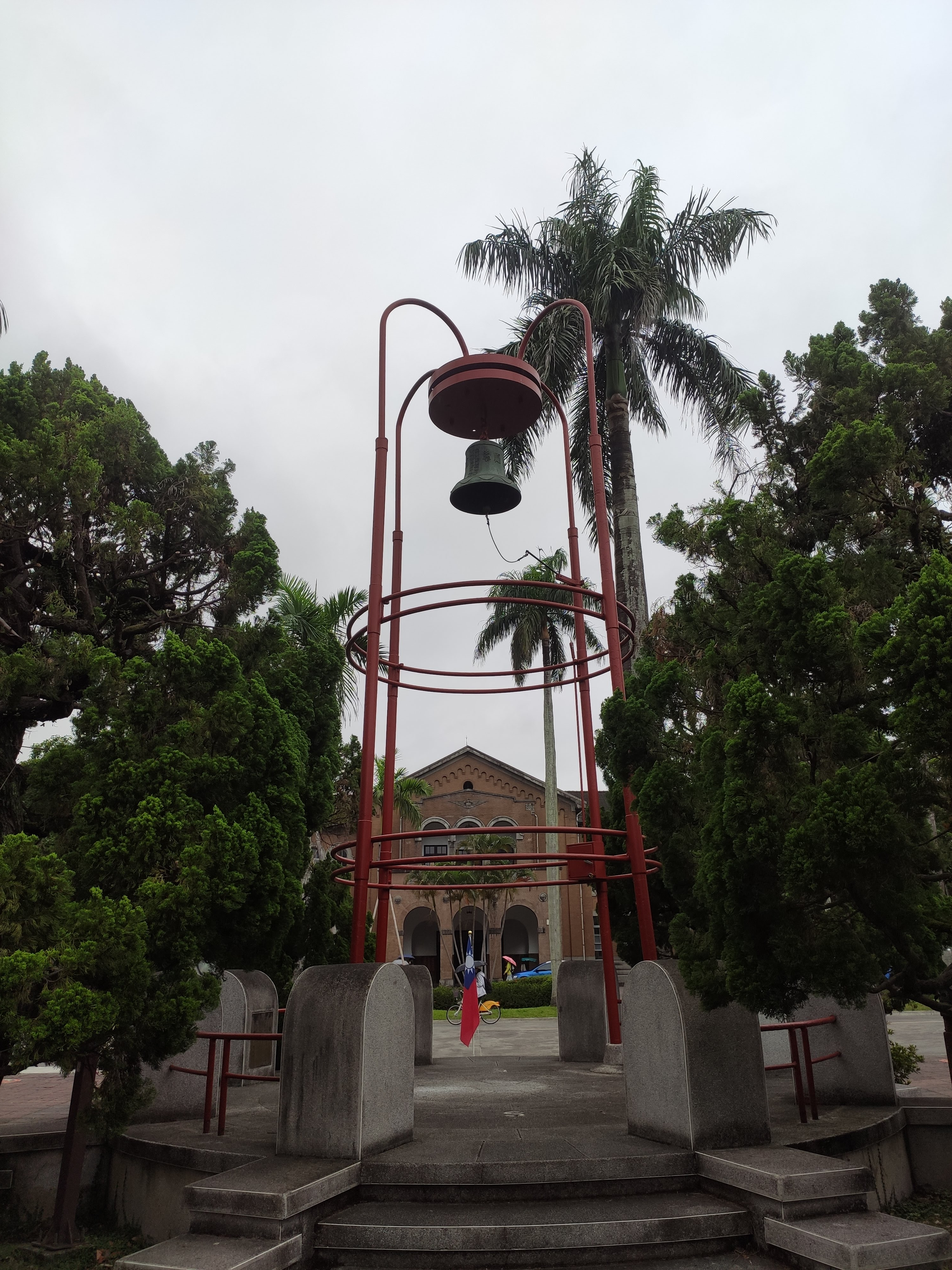
Erkennungssymbol der Universität: Fu Bell
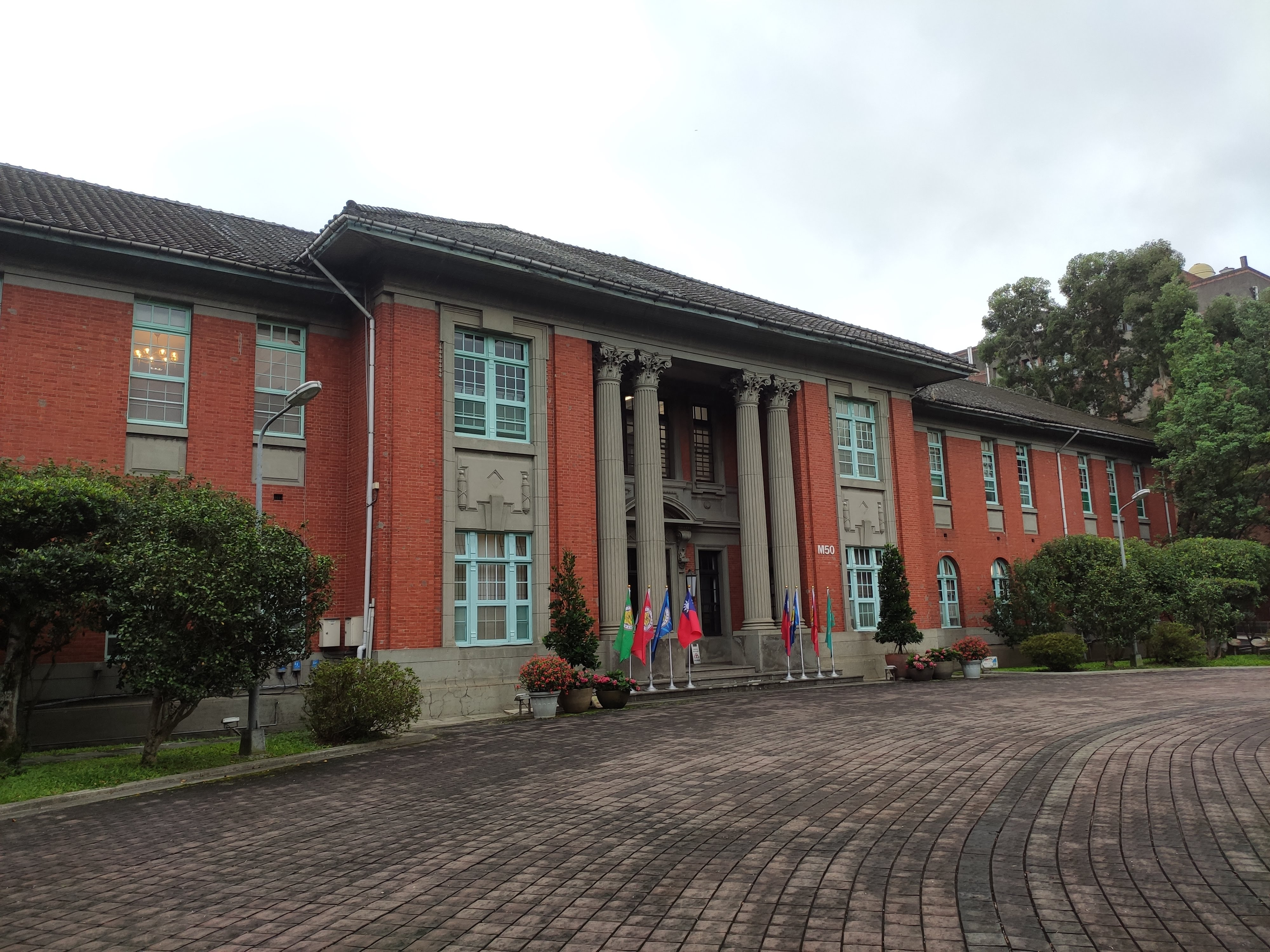
Verwaltungsgebäude der NTU
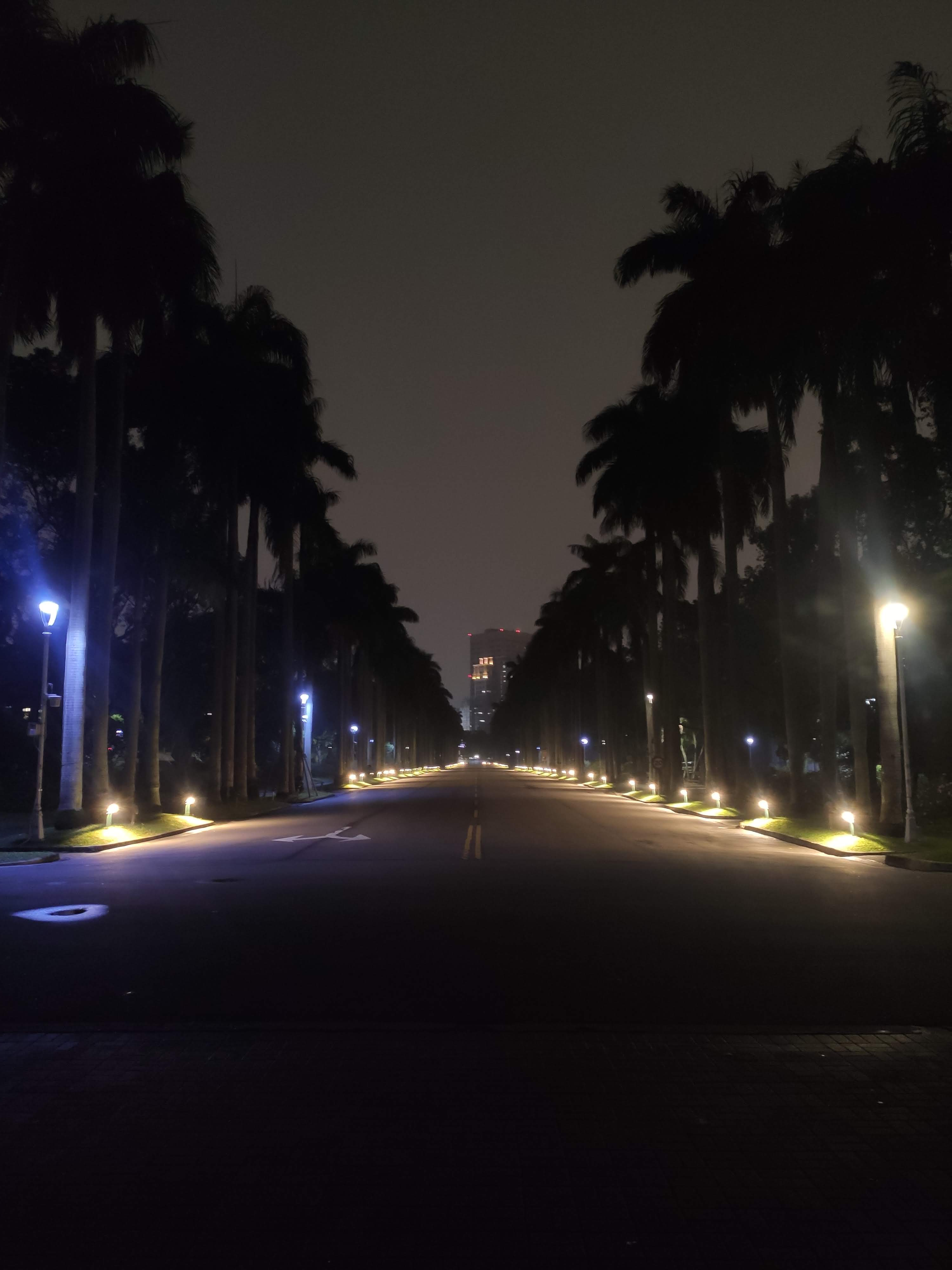
NTU Royal Palm Boulevard bei Nacht (Blick von der Bibliothek aus)
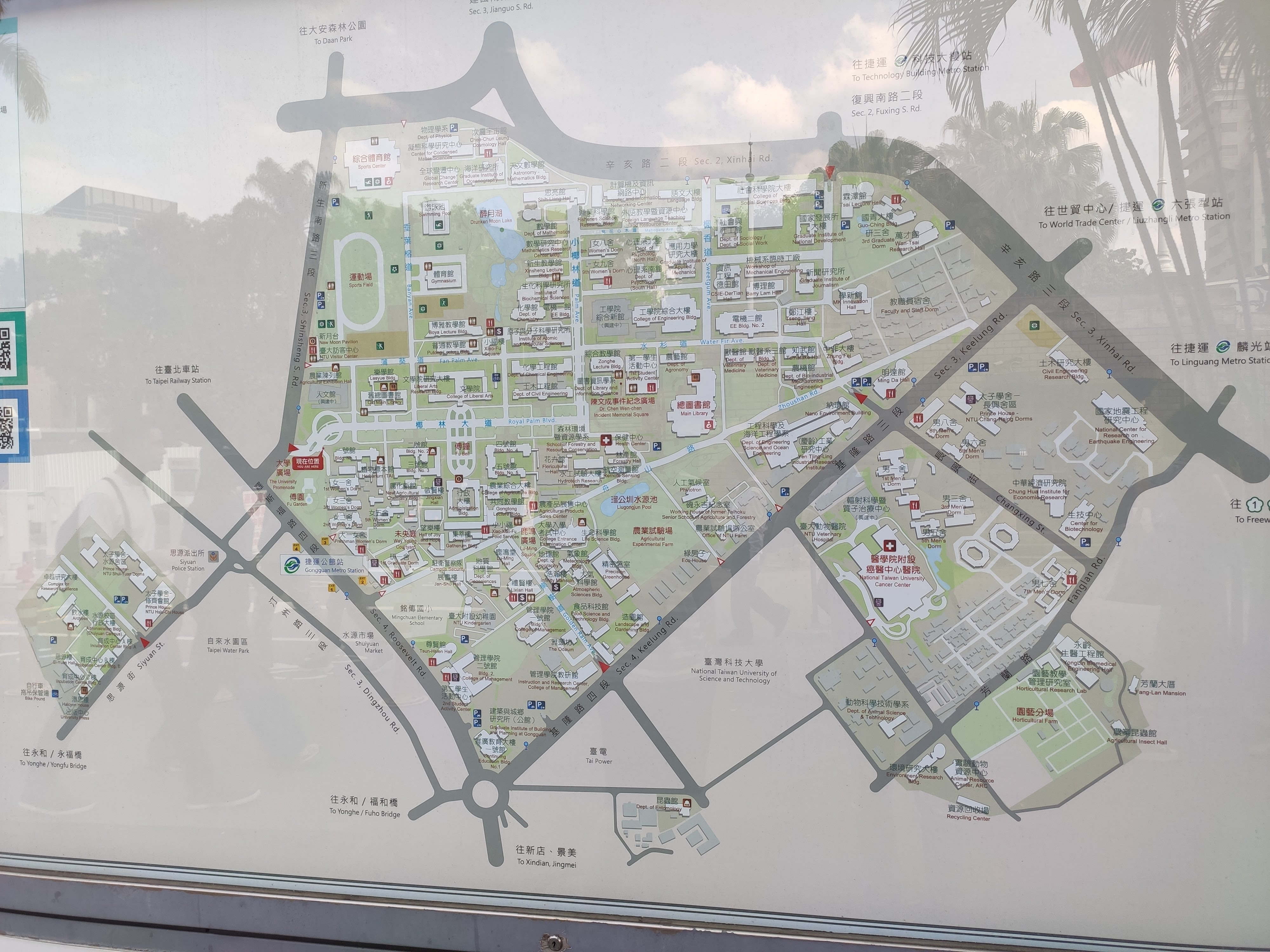
Karte NTU Campus in Da´an
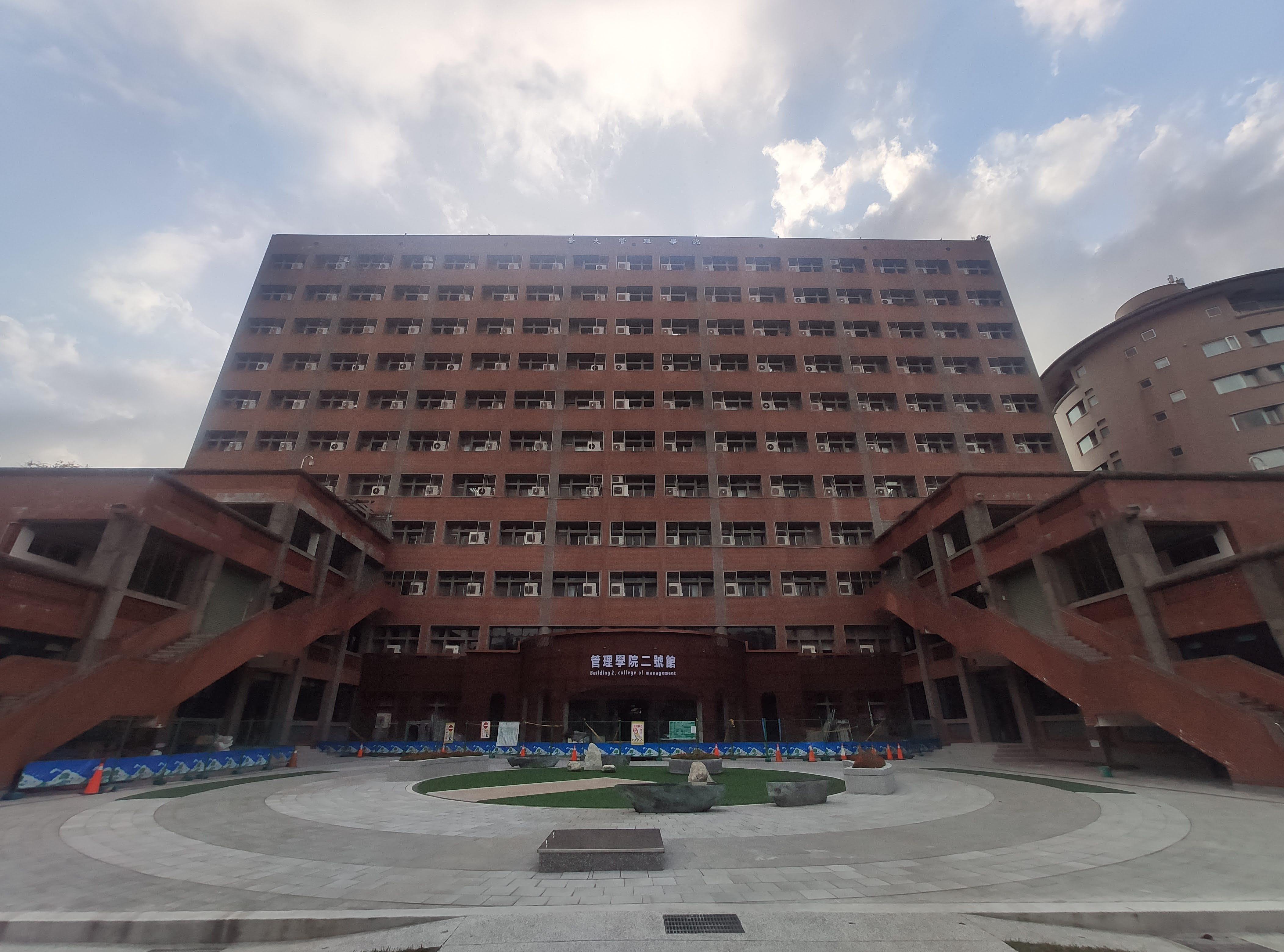
NTU College of Management
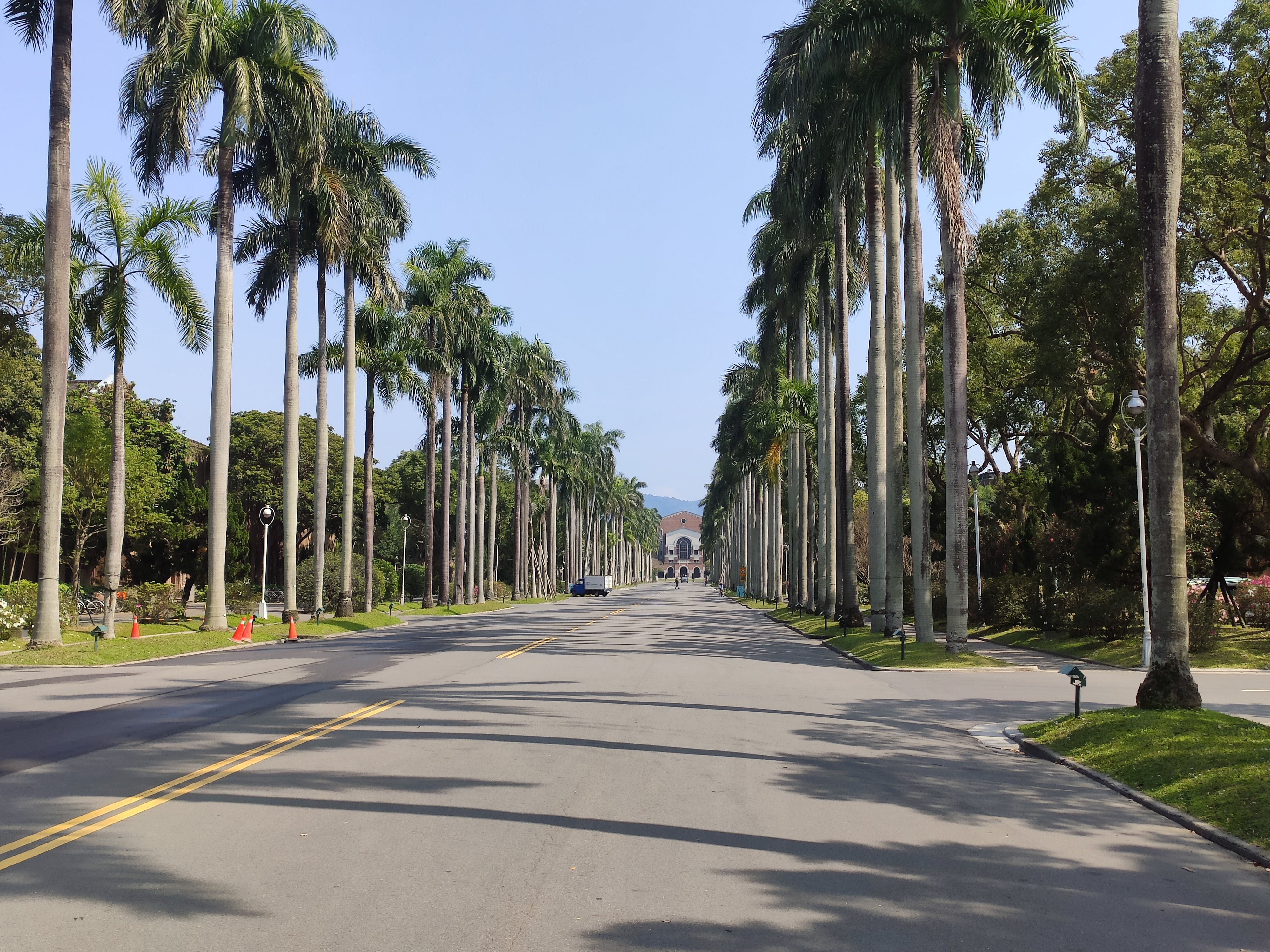
NTU Royal Palm Boulevard (Blick Richtung Bibliothek)